# Colobopterus
Il genere Colobopterus Mulsant, 1842, appartiene alla Sottofamiglia Aphodiinae della Famiglia degli Scarabaeidae dell'Ordine dei Coleotteri.

## Descrizione e caratteri diagnostici
Per maggiori particolari sulle caratteristiche fisiche, l'anatomia, il comportamento, l'habitat e la fenologia si rimanda alla voce Aphodiinae.
I coleotteri appartenenti al genere Colobopterus condividono i seguenti caratteri diagnostici: 
- Sono specie di dimensioni medio-grandi, da 5 a 12 millimetri; corpo convesso, dorsalmente appiattito e glabro; di colore nero, le elitre sono giallicce con macchia discale nerastra, o del tutto nerastre.
- Il capo ha epistoma debolmente gibboso o piano, fortemente punteggiato; il clipeo verso la parte centrale è sinuato debolmente, arrotondato ai lati e orlato per intero, cigliato in modo sparso e corto.
- Le guance o gonae sono arrotondate e cigliate, nettamente più sporgenti degli occhi; la sutura frontale e impressa tubercolata o non.
- Il pronoto è irregolarmente punteggiato, trasverso e fortemente convesso. I lati sono orlati, cigliati cortamente. La base del pronoto è orlata o non orlata.
- Lo scutello è grande, irregolarmente punteggiato, apicalmente acuminato.
- Le elitre sono spianate sul disco e troncate apicalmente; hanno strie superficiali, subcrenulate; gli intervalli sono piani o convessi, fortemente punteggiati.
- Le protibie sono tridentate al margine esterno nel senso distale, non o debolmente serrulate nel senso prossimale.
- Le metatibie, sulla faccia esterna, hanno carene distinte trasverse con all'apice una corona di spinule lunghe e disuguali irregolarmente.
- Il pigidio è opaco, microreticolato, sparsamente pubescente; all'apice ha setae allungate e sparse.
- Il dimorfismo sessuale è evidenziato nei maschi dal distinto tubercolo centrale della sutura frontale; dal pronoto con lati subparalleli meno densamente punteggiato.
- L'edeago è corto, fortemente sclerificato con parameri lisci e membranosi.
- L'epifaringe è cordiforme.
- L'epitorma è subcilindrica.
- La corypha di norma ha due spiculae più o meno allungate.
- Le chaetopariae sono dense e disposte in due file parallele.

## Distribuzione
È un genere diffuso nella regione olartica e regione orientale.

## Tassonomia
Attualmente (anno 2006) il genere comprende 6 specie di cui 1 reperita in territorio italiano:
- Colobopterus brignolii
- Colobopterus erraticus   (italiana)
- Colobopterus indagator
- Colobopterus notabilipennis
- Colobopterus propraetor
- Colobopterus quadratus